# Décès en 982
Décès
- 978
- 979
- 980
- 981
- 982
- 983
- 984
- 985
- 986

Cette page dresse une liste de personnalités mortes au cours de l'année 982 :
- 30 avril : Forannan de Waulsort, abbé de Waulsort, au sud de Dinant (Belgique).
- 13 juillet : Bataille du cap Colonne :
  - Abu al-Qasim, émir de Sicile.
  - Landolf IV de Bénévent, 5e prince de Bénévent en 981 et  prince de Capoue
  - Pandolphe II de Salerne, second prince de la lignée des princes de Capoue fut prince de Salerne.
  - Gunther de Mersebourg, margrave de la Marche de Misnie et de la Marche de Mersebourg.
- 13 octobre : Liao Jingzong, cinquième empereur de la dynastie Liao.
- 31 octobre : Otton Ier, duc de Souabe[1]  et  duc de Bavière.

- Gombaud de Gascogne, membre de la maison de Gascogne, évêque de Gascogne.
- Eadwine de Sussex, seigneur du Sussex.
- Hlodvir Thorfinnsson, Jarl ou comte des Orcades.

## Crédit d'auteurs
- Cet article est partiellement ou en totalité issu de l'article intitulé « 982 » (voir la liste des auteurs).